# Per Christian Ellefsen
Per Christian Ellefsen, född 14 februari 1954, är en norsk skådespelare som är känd för sin tolkning av Ingvar Ambjørnsens karaktär "Elling" i teateruppsättningen och filmtrilogin om honom.
Ellefsen är utbildad vid Statens teaterhøgskole i Oslo, där han var elev från 1974 till 1977. Efter att ha avslutat sin utbildning arbetade han två år vid Sogn og Fjordane Teater, innan han 1979 började som frilansande skådespelare i Oslo storkvarterer. Ellefsen spelade i flera uppsättningar på Oslo Nye Teater, och blev snabbt engagerad av Nationaltheatret där han spelade "Peter" i Anne Franks dagbok. Han har varit fast anställd vid Nationaltheatret sedan 1997. 
Ellefsen har medverkat i många filmer och tv-serier och fick Gullruten 2001 som bästa skådespelare för sitt arbete i TV-serien Soria Moria. 2008 spelade han huvudrollen i musikalen "Little Me" med Riksteateret.

## Teater (i urval)
- 2008 Rogaland Teater Little Me - Noble Eggleston, Val du Val, Fred Poitrine
- 2006 Nationaltheateret En tjener for To herrer - Pampalone
- 1988 Oslo Nye Teater Karlsson på taket - Karlsson
- 1983 Godspell
- Nationaltheatret Anne Franks Dagbok - Peter

## För NRK Radioteatern
- 2003 Peer Gynt - Peer

## Filmografi (i urval)
- 2014 – 1001 gram
- 2010 – Rare Exports: A Christmas Tale
- 2005 – Babas bilar
- 2005 – Elsk meg i morgen - Elling
- 2004 The Homolulu Show - Martin
- 2004 Asfaltevangeliet - Arbeidsnarkoman
- 2004 Thunderbirds (röst)
- 2003 – Mors Elling - Elling
- 2002 Min søsters børn i sneen - Bjørn, norsk hotelldirektör
- 2002 Jeg er Dina
- 2001 – Elling - Elling
- 2000 De 7 dødssyndene
- 2000 Likegyldighet
- 2000 Soria Moria (TV-serie) - Trosten
- 1999 Den lengste reisen (röst) - Ravn, skådespelarpolis, mager hantverkare
- 1999 Olsenbandens siste stikk - Säkerhetsvakten Håvik
- 1999 Absolutt Blåmandag - Birger
- 1998 Red Indian - Teos far
- 1986 Mama Tumaini
- 1986 Plastposen - Assistent
- 1940 Pinocchio (röst) - Mikkel From

## TV-framträdanden
- "Hotel Cæsar", Fast roll som hotellgiganten Tom-Ivar Hove.
- Karl & Co, episoden Sivertsen
- 1994 Fredrikssons fabrikk - Syver Vågåmo (episoden Seiern er vår)
- Deltagare i tv-tävlingen Isdans
- 1996 Mot i Brøstet - Toffe (episoden "På Glattisen")